# Yákov Vernikov
Yákov Ilich Vernikov (en ruso: Яков Ильич Верников; Spas-Démensk, 31 de octubre de 1920 - Moscú, 30 de septiembre de 1993) fue un as de la aviación soviético que combatió en las filas de la Fuerza Aérea Soviética durante la Segunda Guerra Mundial, donde consiguió alrededor de catorce victorias aéreas en solitario y una compartida. Después de la guerra trabajó como piloto de pruebas para el Instituto de Investigación de Vuelo Grómov y las oficinas de diseño Iliushin y Yakovlev. A lo largo de su extensa carrera en la aviación, que se prolongó durante más de cuatro décadas, dominó el pilotaje de aproximadamente 140 tipos distintos de aeronaves y planeadores.

## Biografía

### Infancia y juventud
Vernikov nació el 31 de octubre de 1920 en el seno de una familia judía de clase trabajadora en Spas-Demensk —localidad actualmente situada en el óblast de Kaluga en Rusia—, aunque él y su familia se mudaron a la ciudad de Smolensk poco después, en 1921. Además de cursar diez grados de secundaria, asistió al club de vuelo de la ciudad, donde se graduó en 1938 y posteriormente trabajó como instructor de vuelo durante un breve periodo antes de ingresar en el Ejército Rojo en octubre. En mayo de 1940 se graduó en la Escuela de Pilotos de Aviación Militar de Odesa, tras lo cual fue asignado a una unidad del Distrito Militar de Bielorrusia.

### Segunda Guerra Mundial
Desde el comienzo de la invasión alemana de la Unión Soviética, Vernikov participó en el combate en el frente de guerra como parte del 124.º Regimiento de Aviación de Cazas, aunuque poco después fue transferido al 234.º Regimiento de Aviación de Cazas; allí obtuvo su primera victoria aérea después de derribar un He 111 sobre Kursk, y finalmente fue ascendió al puesto de comandante de escuadrón.
De 1942 a 1943 acumuló la mayoría de sus derribos, pilotando un LaGG-33 o un Yak-7. En abril de 1944, fue transferido al 147.º Regimiento de Aviación de Cazas de la Guardia y fue nombrado navegante. Ese mismo año, recibió el título de Héroe de la Unión Soviética por sus victorias aéreas. A principios de julio de ese mismo año, obtuvo su última victoria aérea al derribar un Ju 88 en las cercanías de Opochka.
Antes del final de la guerra, fue ascendido a comandante adjunto del servicio de fusileros de aire. A lo largo de la guerra, realizó 424 salidas de combate, participó en 68 batallas aéreas y obtuvo catorce o dieciséis victorias aéreas en solitario y una compartida.

### Posguerra
Después de la guerra permaneció en la Fuerza Aérea, donde se convirtió en piloto de pruebas en el Instituto de Investigación de Vuelo Grómov en febrero de 1946. Durante su estancia en el instituto, participó y dirigió numerosos vuelos de prueba. Algunas de sus primeras pruebas incluyeron vuelos con el Me 163 alemán capturado y el Yak-15 ruso en 1947. En abril de 1949, junto con Amet-Jan Sultán, realizó el primer vuelo del caza biplaza Mikoyan-Gurevich I-320.
De 1949 a 1950 participó en diversos vuelos para desarrollar el sistema de reabastecimiento en vuelo del Tu-4, participó en el primer reabastecimiento nocturno con el sistema, y en diciembre de 1950 alcanzó el rango de piloto de pruebas de primera clase. En 1952 realizó el primer vuelo del OKB-1 150. Además de probar nuevos aviones y sus modificaciones, también realizó pruebas acrobáticas en varios cazas, como vuelos en espiral en el MiG-9 en 1948 y en el La-11 en 1949, así como vuelos en barrena invertida en el MiG-15 de 1949 a 1950. En 1955 realizó pruebas de vuelo del motor TV-2T y del Tu-4LL. Después de graduarse en la Academia Militar de la Fuerza Aérea en Monino en 1956, permaneció como piloto de pruebas; ese año participó en el primer vuelo del An-8, y al año siguiente participó en los primeros vuelos del An-10 y An-12.
En 1960, recibió el título de Piloto de Pruebas Honorífico de la URSS por su labor como piloto de pruebas; ese mismo año realizó vuelos de prueba en el Tu-95 con altos ángulos de ataque, y en 1962, probó el Tu-126. En 1966, dejó el Instituto de Investigación de Vuelo Grómov y se convirtió en piloto de pruebas sénior en la Oficina de Diseño Iliushin, donde pilotó el primer vuelo del Il-62M en 1969 y posteriormente estableció cuatro récords mundiales de aviación de capacidad de carga en el Il-76, por los que recibió el título de Maestro de Deportes Honorífico de la URSS. Allí también participó en pruebas en el Il-18 y el Il-38. Mientras trabajaba en el instituto, fue ascendido al rango de mayor general de aviación en 1971.
Menos de un año después de abandonar Ilyushin en 1975, pasó a trabajar en la Oficina de Diseño Yakovlev, inicialmente como subdirector del complejo de vuelos de prueba. De 1979 a 1985, se desempeñó como jefe interino del complejo de vuelos de prueba, y desde entonces, hasta su jubilación en junio de 1985, fue el ingeniero jefe de pruebas de vuelo. Vivió un tiempo en Zhukovski, en el óblast de Moscú, y en sus últimos años residió en la ciudad de Moscú, donde falleció el 30 de septiembre de 1993. Fue enterrado en el cementerio de Bykovski.

## Condecoraciones
A lo largo de su extensa carrera en la aviación, Yákov Vernikov recibió las siguientes condecoraciones
|  | Héroe de la Unión Soviética (18 de noviembre de 1944)                                                                              |
|  | Piloto de Pruebas Honorífico de la URSS (1960)                                                                                     |
|  | Orden de Lenin, dos veces (18 de noviembre de 1944 y 22 de julio de 1966)                                                          |
|  | Orden de la Revolución de Octubre (23 de junio de 1981)                                                                            |
|  | Orden de la Bandera Roja, cuatro veces (14 de febrero de 1943, 6 de agosto de 1943, 1 de septiembre de 1943 y 12 de julio de 1957) |
|  | Orden de la Bandera Roja del Trabajo (6 de diciembre de 1949)                                                                      |
|  | Orden de la Guerra Patria de 1.er grado (11 de marzo de 1985)                                                                      |
|  | Orden de la Estrella Roja, cuatro veces (5 de noviembre de 1941, 31 de julio de 1948, 26 de octubre de 1955 y 31 de julio de 1961) |
|  | Medalla por el Servicio de Combate (20 de junio de 1949)                                                                           |
|  | Medalla Conmemorativa por el Centenario del Natalicio de Lenin «Al valor militar»                                                  |
|  | Medalla por la Defensa del Cáucaso (1944)                                                                                          |
|  | Medalla por la Victoria sobre Alemania en la Gran Guerra Patria 1941-1945 (1945)                                                   |
|  | Medalla Conmemorativa del 20.º Aniversario de la Victoria en la Gran Guerra Patria de 1941-1945 (1965)                             |
|  | Medalla Conmemorativa del 30.º Aniversario de la Victoria en la Gran Guerra Patria de 1941-1945 (1975)                             |
|  | Medalla Conmemorativa del 40.º Aniversario de la Victoria en la Gran Guerra Patria de 1941-1945                                    |
|  | Medalla al Trabajador Veterano |
|  | Medalla de Veterano de las Fuerzas Armadas de la URSS                                                                              |
|  | Medalla del 30.º Aniversario de las Fuerzas Armadas de la URSS                                                                     |
|  | Medalla del 40.º Aniversario de las Fuerzas Armadas de la URSS                                                                     |
|  | Medalla del 50.º Aniversario de las Fuerzas Armadas de la URSS                                                                     |
|  | Medalla del 60.º Aniversario de las Fuerzas Armadas de la URSS                                                                     |
|  | Medalla del 70.º Aniversario de las Fuerzas Armadas de la URSS                                                                     |
|  | Medalla por Servicio Impecable de 1.er grado                                                                                       |